# Margit Manstad
Margit Manstad (ur. 21 lipca 1902 w Sztokholmie, zm. 23 marca 1996 tamże) – szwedzka aktorka.

## Filmografia
- Strach (Angst – Die schwache Stunde einer Frau) (1928)
- Parisiennes (1928)
- The Alley Cat (1929)
- Säg det i toner (1929)
- Pojkarna på Storholmen (1932)
- Atlantäventyret (1934)
- Nygifta (1941)
- Lasse-Maja (1941)
- Sexlingar (1942)
- Idel ädel adel (1945)